# Karel Verbist
Karel Verbist (Amberes, 16 de agosto de 1883-Bruselas, 21 de julio de 1909) fue un deportista belga que compitió en ciclismo en la modalidad de pista. Ganó una medalla de plata en el Campeonato Mundial de Ciclismo en Pista de 1907, en la prueba de medio fondo.

## Medallero internacional
| Campeonato Mundial | Campeonato Mundial | Campeonato Mundial | Campeonato Mundial |
| Año                | Lugar              | Medalla            | Competición        |
| ------------------ | ------------------ | ------------------ | ------------------ |
| 1907               | París (Francia)    | Medalla de plata   | Medio fondo (P)    |